# تايلر ديفيد
تايلر ديفيد (بالإنجليزية: Tyler David)‏ (1 مارس 1994 بليكفيل في الولايات المتحدة - ) هو لاعب كرة قدم أمريكي في مركز الوسط. لعب مع نادي سانت لويس.

## وصلات خارجية
- تايلر ديفيد على موقع قاعدة بيانات كرة القدم.إي يو (الإنجليزية)